# 小行星7101
小行星7101（英語：7101）是一颗围绕太阳公转的小行星。1930年10月17日，克萊德·湯博在弗拉格斯塔夫发现了此天体。
这颗小行星的绝对星等为57.73351444857209等。